# Michèle Moser
Pour les articles homonymes, voir Moser.
Michèle Moser, née le 14 février 1979, est une joueuse suisse de curling notamment médaillée d'argent aux Jeux olympiques d'hiver de 2006.

## Carrière
Pendant sa carrière, Michèle Moser participe deux fois aux championnats d'Europe où elle remporte l'argent en 2004 et en 2005. Elle participe une fois aux Jeux olympiques, en 2006 à Turin en Italie, avec Binia Feltscher-Beeli, Manuela Kormann, Mirjam Ott et Valeria Spälty. Elle est médaillée d'argent après une défaite en finale contre les Suédoises. Elle prend également part à une édition des championnats du monde, en 2005, où elle est huitième.